# Barrage de Hasanugurlu
Le barrage de Hasanugurlu (en turc : Hasan Uğurlu Barajı) est un barrage de Turquie. Le lac est à la limite des provinces de Samsun, Tokat et Ordu, 

## Sources
- (en) www.dsi.gov.tr/tricold/hasanugu.htm Site de l'agence gouvernementale turque des travaux hydrauliques